# Republic County
Republic County ist ein County im Bundesstaat Kansas der Vereinigten Staaten. Der Verwaltungssitz (County Seat) ist Belleville. Das U.S. Census Bureau hat bei der Volkszählung 2020 eine Einwohnerzahl von 4674 ermittelt.

## Geographie
Das County liegt im Norden von Kansas, grenzt an Nebraska und hat eine Fläche von 1866 Quadratkilometern, wovon zehn Quadratkilometer Wasserfläche sind. Es grenzt in Kansas im Uhrzeigersinn an folgende Countys: Washington County, Cloud County und Jewell County.

## Geschichte
Republic County wurde am 27. Februar 1860 aus Teilen des Washington County gebildet. Benannt wurde es nach dem Republican River.
11 Bauwerke und Stätten des Countys sind im National Register of Historic Places eingetragen (Stand 30. August 2017).

## Demografische Daten

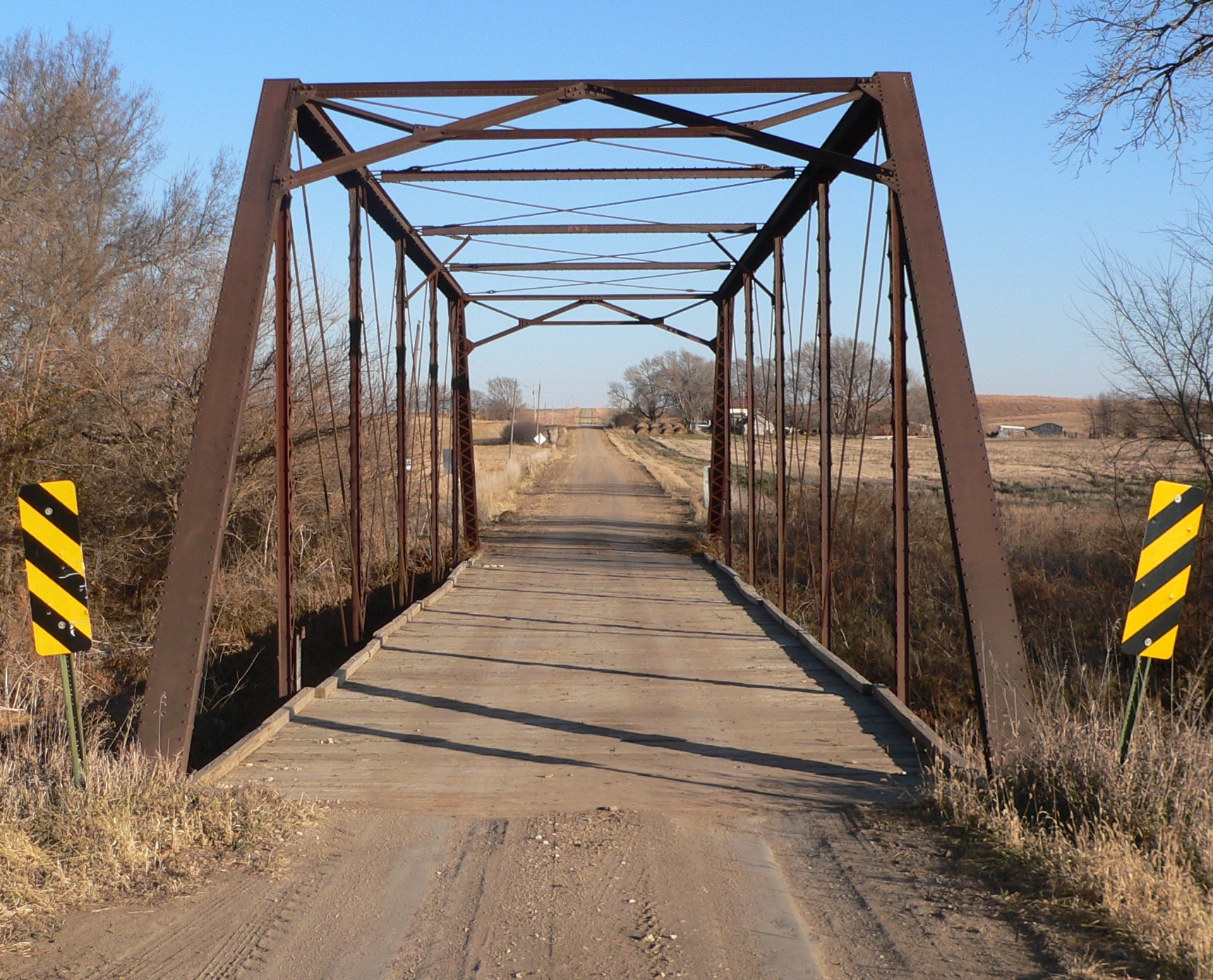
East Riley Creek Bridge, erb. 1899, gelistet im NRHP

Nach der Volkszählung im Jahr 2000 lebten im Republic County 5835 Menschen in 2557 Haushalten und 1685 Familien im Republic County. Die Bevölkerungsdichte betrug 3 Einwohner pro Quadratkilometer. Ethnisch betrachtet setzte sich die Bevölkerung zusammen aus 98,56 Prozent Weißen, 0,26 Prozent Afroamerikanern, 0,21 Prozent amerikanischen Ureinwohnern, 0,19 Prozent Asiaten, 0,33 Prozent Bewohnern aus dem pazifischen Inselraum und 0,00 Prozent aus anderen ethnischen Gruppen; 0,46 Prozent stammten von zwei oder mehr Ethnien ab. 0,94 Prozent der Bevölkerung waren spanischer oder lateinamerikanischer Abstammung.
Von den 2557 Haushalten hatten 25,6 Prozent Kinder unter 18 Jahren, die mit ihnen gemeinsam lebten. 58,8 Prozent waren verheiratete, zusammenlebende Paare, 4,8 Prozent waren allein erziehende Mütter und 34,1 Prozent waren keine Familien. 31,8 Prozent aller Haushalte waren Singlehaushalte und in 18,0 Prozent lebten Menschen mit 65 Jahren oder darüber. Die Durchschnittshaushaltsgröße betrug 2,23 und die durchschnittliche Familiengröße betrug 2,80 Personen.
22,3 Prozent der Bevölkerung waren unter 18 Jahre alt. 4,5 Prozent zwischen 18 und 24 Jahre, 22,1 Prozent zwischen 25 und 44 Jahre, 25,0 Prozent zwischen 45 und 64 Jahre und 26,1 Prozent waren 65 Jahre alt oder älter. Das Durchschnittsalter betrug 46 Jahre. Auf 100 weibliche Personen kamen 93,2 männliche Personen. Auf 100 erwachsene Frauen ab 18 Jahren kamen 90,8 Männer.
Das jährliche Durchschnittseinkommen eines Haushalts betrug 30.494 USD, das Durchschnittseinkommen einer Familie betrug 39.215 USD. Männer hatten ein Durchschnittseinkommen von 25.260 USD, Frauen 17.274 USD. Das Prokopfeinkommen betrug 17.433 USD. 6,0 Prozent der Familien und 9,1 Prozent der Bevölkerung lebten unterhalb der Armutsgrenze.

## Orte im County
- Agenda
- Belleville
- Courtland
- Cuba
- Harbine
- Haworth
- Kackley
- Munden
- Narka
- Norway
- Republic
- Rydal
- Scandia
- Sherdahl
- Tabor
- Talmo
- Warwick
- Wayne

Townships
- Albion Township
- Beaver Township
- Belleville Township
- Big Bend Township
- Courtland Township
- Elk Creek Township
- Fairview Township
- Farmington Township
- Freedom Township
- Grant Township
- Jefferson Township
- Liberty Township
- Lincoln Township
- Norway Township
- Richland Township
- Rose Creek Township
- Scandia Township
- Union Township
- Washington Township
- White Rock Township